# Tania Dimitrova
Tania Georgieva Dimitrova (búlgar: Таня Георгиева Димитрова) (15 de març de 1957, Pernik) és una exjugadora de voleibol de Bulgària. El seu cognom de casada és Todorova (Тодорова). Va ser internacional amb la Selecció femenina de voleibol de Bulgària. Va competir en els Jocs Olímpics d'Estiu de 1980 a Moscou en els quals va guanyar la medalla de bronze. Va jugar tres partits del campionat.